# ریو ساتو
ریو ساتو (ژاپنی: 佐藤 亮؛ زادهٔ ۲۴ نوامبر ۱۹۹۷) یک بازیکن فوتبال اهل ژاپن است.
از باشگاه‌هایی که در آن بازی کرده‌است می‌توان به باشگاه فوتبال گراونز کیتاکیوشو اشاره کرد.